# باريش تان
باريش تان هو أكاديمي تركي متخصص في مجال الأعمال و الهندسة. وهو أستاذ في مجال إدارة العمليات والهندسة الصناعية في جامعة كوتش ، تركيا. اشتهر بأبحاثه في مجالات أنظمة الإنتاج وإدارة سلسلة التوريد وإدارة العمليات. شغل منصب نائب الرئيس للشؤون الأكاديمية ، وعميد كلية العلوم الإدارية والاقتصاد ومدير كلية الدراسات العليا للأعمال في جامعة كوتش.
نشر تان أكثر من مائة ورقة وفصول كتب  حاز على العديد من الجوائز المقدّمة إلى أفضل الأوراق البحثية و حاز على جائزة الباحث المتميز من الأكاديمية التركية للعلوم، بالإضافة إلى منحة توبيتاك ومنحة ناتو للعلوم، كما يعمل محررًا في مجلة الخدمات والتصنيع المرنة ومحرر مشارك في مجلة  معاملات اي اي اس اي، كما أنه يعمل في مؤسسات غير ربحية و أخرى ربحية في مجلس الإدارة.

## تعليمه
حصل تان على درجة البكالوريوس في الهندسة الإلكترونية و الكهربائية في عام 1990 من جامعة البوسفور.اِنتقل عقب ذلك إلى الولايات المتحدة , حصل على درجة الماجستير في مجال الصناعة و هندسة الأنظمة في عام 1991, و حصل على درجة ماجستير العلوم في مجال الهندسة في عام 1993 إضافة إلى درجة الدكتوراه في مجال الصناعة و هندسة الأنظمة في عام1994  من جامعة فلوريدا.

## مهنته
بدأ تان مسيرته الأكاديمية كمساعد باحث في معمل البحوث الصناعية بجامعة فلوريدا في عام 1991 أثناء دراسته لنيل درجة الدكتوراه. في عام 1994 ، عند عودته إلى تركيا ، التحق بجامعة كوتش كأستاذ مساعد في كلية العلوم الإدارية والاقتصاد. ترقّى إلى أستاذ مشارك في عام 1998 ، وأصبح أستاذًا في عام 2002. كما عمل هناك كأستاذ للهندسة الصناعية منذ عام 2014.
خلال فترة عمله في جامعة كوتش ، شغل تان عدة مناصب إدارية. منها , عميد كلية العلوم الإدارية والاقتصاد خلال الفترة 2007-2013. تبعًا لهذا المنصب ، شغل منصب نائب الرئيس للشؤون الأكاديمية من 2013 حتى 2021. شغل مرتين منصب مدير كلية الدراسات العليا للأعمال (2003-2005 و2008-2010)
إن تان عضوًا في المجالس الاستشارية لكلية إدارة الأعمال بجامعة نوتنغهام (المملكة المتحدة) وكلية الدراسات العليا للإدارة بجامعة كيوتو, اليابان. علاوة على ذلك , هو عضو مستقل في مجلس إدارة أنادولو إيفس ،  ميغروس ،  وأنادولو إيسوزو. هو عضو في معهد بحوث العمليات و العلوم الإدارية منذ عام 1993.بالإضافة إلى أنه شغل منصب قيادي بجامعة آي اس ام للإدارة و الاقتصاد.
وفي مجالس إدارة التحالف العالمي في التعليم الإداري ، والمؤسسة الأوروبية للتنمية الإدارية ، وجمعية الجودة التركية ، وجمعية أبحاث العمليات التركية.
كان تان عضوًا في جامعة كامبريدج - كلية جادج للأعمال في 2013 ، وكان أستاذًا زائرًا في كلية لندن الجامعية - كلية الإدارة من عام 2017إلى عام 2019.يعمل حاليًا كأستاذ زائر في في بوليتيكنيكو دي ميلانو , و باحث في مشروع .. في جامعة كاوناس للتكنولجيا. و هو أيضًا أستاذ زائر في جامعة هارفارد و معهد ماساتشوستس للتكنولوجيا.

## أبحاثه
وجّه تان أبحاثه نحو التصميم و التحكم في أنظمة التصنيع , نماذج الإدارة المبتكرة , إدارة السلسلة والنمذجة العشوائية. دعمت أبحاثه جامعة توبيتاك , و أفق الاتحاد الأوروبي 2020و برامج هورايزون أوروبا.

## تصميم أنظمة الإنتاج والتحكم فيها
طور تان طرقًا تحليلية لتحديد مقاييس الأداء (مثل الإنتاجية وتوزيع كمية المواد المنتجة ووقت الدورة المرتبط بتدفق المواد في أنظمة الإنتاج) لتصميم أنظمة الإنتاج  والتحكم فيها. طور طرقًا تحليلية لتحليل الأنظمة التي يتم فيها نمذجة تدفق المواد في أنظمة الإنتاج على أنه سائل. كما ركز تان بحثه على تطوير سياسات للتحكم في موارد الإنتاج بشكل ديناميكي لتلبية الطلب العشوائي.
في عام 2005 ، شارك في تحرير كتاب ، النمذجة العشوائية لأنظمة التصنيع ، واستكشف تطوير وتحليل نماذج تقييم الأداء لأنظمة التصنيع مع استخدام الأساليب القائمة على التحلل ، وتحليل ماركوفيان وقائمة الانتظار ، ونهج مراقبة المخزون. قدم كتابه المحرر لعام 2013 أحدث ما توصلت إليه التكنولوجيا في النمذجة العشوائية لأنظمة التصنيع ، مع التركيز بشكل خاص على تحليل الأداء العشوائي النقدي بالإضافة إلى نماذج التحسين المتكاملة لهذه الأنظمة.
في الآونة الأخيرة ، ركز على النمذجة والتحكم المستند إلى البيانات للإنتاج من أجل كفاءة الطاقة. طور منهجًا للنمذجة القائمة على البيانات وتحليل أنظمة التصنيع التي تجمع بين النمذجة التحليلية والتحسين والمحاكاة ومنهجيات التعلم الآلي باستخدام الحوسبة عالية الأداء.

## إدارة سلسلة الإمدادات
ركز بحث تان في إدارة سلسلة التوريد على تطوير سياسات تحكم ديناميكية لاستخدام موارد الإنتاج بتكاليف مختلفة لتلبية الطلب المتغير وإدارة المخزون القائمة على البيانات وتطوير وتحليل نماذج الأعمال القائمة على التعاون. في أوائل العقد الأول من القرن الحادي والعشرين ، قام بالتحقيق في استراتيجية زيادة الطاقة الإنتاجية مؤقتًا من خلال الاتفاقيات التعاقدية الطارئة مع الشركات المصنعة ذات الدورة القصيرة. ابتكر سياسات الرقابة المثلى لاستخدام المقاولين من الباطن مع الموارد الموجودة.
كما عمل تان على تطوير وتحليل نماذج الأعمال ا لقائمة على التعاون في عمله المتعلق بإدارة المخزون القائمة على البيانات ، طور طرقًا لإدارة محاسبة المخزون للاستبدال باستخدام بيانات نقاط البيع. حقق تان أيضًا في مشكلة بائع الأخبار متعدد المنتجات أثناء استخدام القيمة المعرضة للخطر (VaR) كمقياس للمخاطر في إطار عمل بائع الأخبار.

## النمذجة العشوائية
طور تان نماذج عشوائية وطرق تحليل لحل مشاكل القرار المختلفة. يتضمن بحث تان في مجالات النمذجة العشوائية نماذج ُطورت لتحديد مخاطر الحوادث التي تسببها ناقلات النفط المارّة عبر مضيق البوسفور ، وتحديد تخطيط الزراعة الزراعية الذي يأخذ في الاعتبار مخاطر الحصاد والمحصول والطلب ،  تطوير طرق جديدة لاختبار كفاءة أسواق الأوراق المالية ، تطوير نهج نمذجة جديد لمقارنة ديناميكيات النمو في الأسواق الناشئة ،  وتقديم مناهج النمذجة والتحليل لمشاكل القرار المختلفة مثل اختيار طرق توفير الطاقة في المباني ، وتطوير أعمال جديدة نماذج لتمويل استثمارات توفير الطاقة ، وإطلاق وتسعير منتجات جديدة.

### الجوائز والتكريمات
- 1985-1990 - زمالة توبيتاك
- 1997 - جائزة أفضل ورقة محاكاة أوروبية متعددة المؤتمرات 1997
- 1999 ، 2000-2001 - زمالة علوم الناتو
- 2005 - جائزة الباحث الشاب المتميز (طوبا جيب) ، الأكاديمية التركية للعلوم[28]
- 2006-2007 - زمالة TÜBİTAK البحثية
- 2015 - جائزة أفضل ورقة ، معاملات IIE ، قضية مركزة على التصميم والتصنيع [29]
- 2021 - جائزة الخدمة المتميزة من جامعة كوتش
- 2021 - جائزة أعضاء هيئة التدريس المتميزين ، جامعة كوتش [30]

## كتب
- النمذجة العشوائية لأنظمة التصنيع: التطورات في التصميم وتقييم الأداء وقضايا التحكم 2005 ISBN 9783540290575
- كتيب النماذج العشوائية وتحليل عمليات نظام التصنيع 2013 ISBN 9781461467779

## مقالات مختارة
- تان ، ب ، وجرشوين ، س.ب (2004). استراتيجيات الإنتاج والتعاقد من الباطن للمصنعين ذوي القدرات المحدودة والطلب المتقلب. حوليات بحوث العمليات ، 125 (1) ، 205-232.
- أوزلر ، أ ، تان ، ب ، وكرايسمن ، ف. (2009). مشكلة بائع أخبار متعدد المنتجات مع اعتبارات القيمة المعرضة للخطر. المجلة الدولية لاقتصاديات الإنتاج ، 117 (2) ، 244-255